# Hiệp Hòa, Tây Ninh
Hiệp Hòa là một xã thuộc tỉnh Tây Ninh, Việt Nam.

## Địa lý
Xã Hiệp Hòa có vị trí địa lý:
- Phía đông giáp xã Hậu Nghĩa
- Phía tây giáp xã Mỹ Quý và xã Đông Thành
- Phía nam xã Hòa Khánh và xã Đức Huệ
- Phía bắc giáp xã An Ninh

Xã có diện tích tự nhiên là 55,02 km², dân số năm 2025 là 32.869 người

## Hành chính
Xã được chia thành 5 ấp: Hòa Thuận I, Hòa Thuận II, Hòa Bình I, Hòa Bình II, Hòa Hiệp II.

## Lịch sử
Ngày 24 tháng 3 năm 1979, Hội đồng Chính phủ ban hành Quyết định 128-CP. Theo đó, tách một phần diện tích và dân số của xã Hiệp Hòa để thành lập thị trấn Hiệp Hòa.
Theo Nghị quyết số 1682/NQ–UBTVQH15, xã Tân Phú và thị trấn Hiệp Hòa đã được sáp nhập thành xã Hiệp Hòa thuộc tỉnh Tây Ninh.